# Сигово (Печорський район)
Сигово (рос. Сигово) — присілок в Печорському районі Псковської області Російської Федерації.
Населення становить 3 особи. Входить до складу муніципального утворення Муніципальне утворення Печори.
Розташоване на південному заході району в 14 км на захід від міста Ізборська, на повороті з траси Псков — Ізборськ (М212) — Рига (E 77) на Печори.
У селі знаходиться музей-садиба народності сету — єдиний державний музей сету на території Росії, який є філією Державного історико-архітектурного та природно-ландшафтного музею-заповідника «Ізборськ».

## Історія
Від 2015 року входить до складу муніципального утворення Муніципальне утворення Печори.

## Населення
| 2001 | 2002 | 2010 |
| ---- | ---- | ---- |
| 11   | ↘6   | ↘3   |

## Галерея

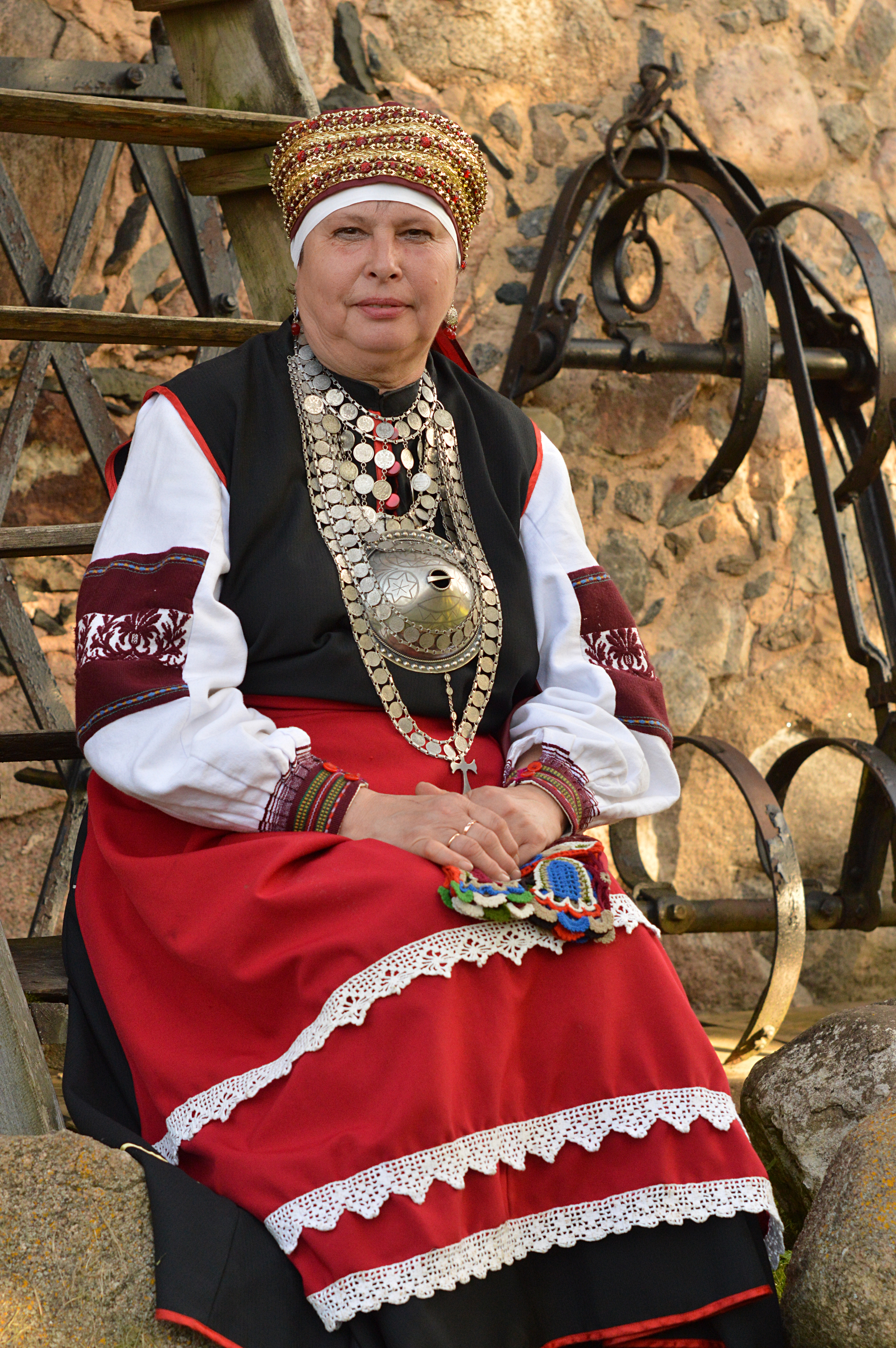
Жінка сету в національному вбранні, Фестиваль Сету в 2016.
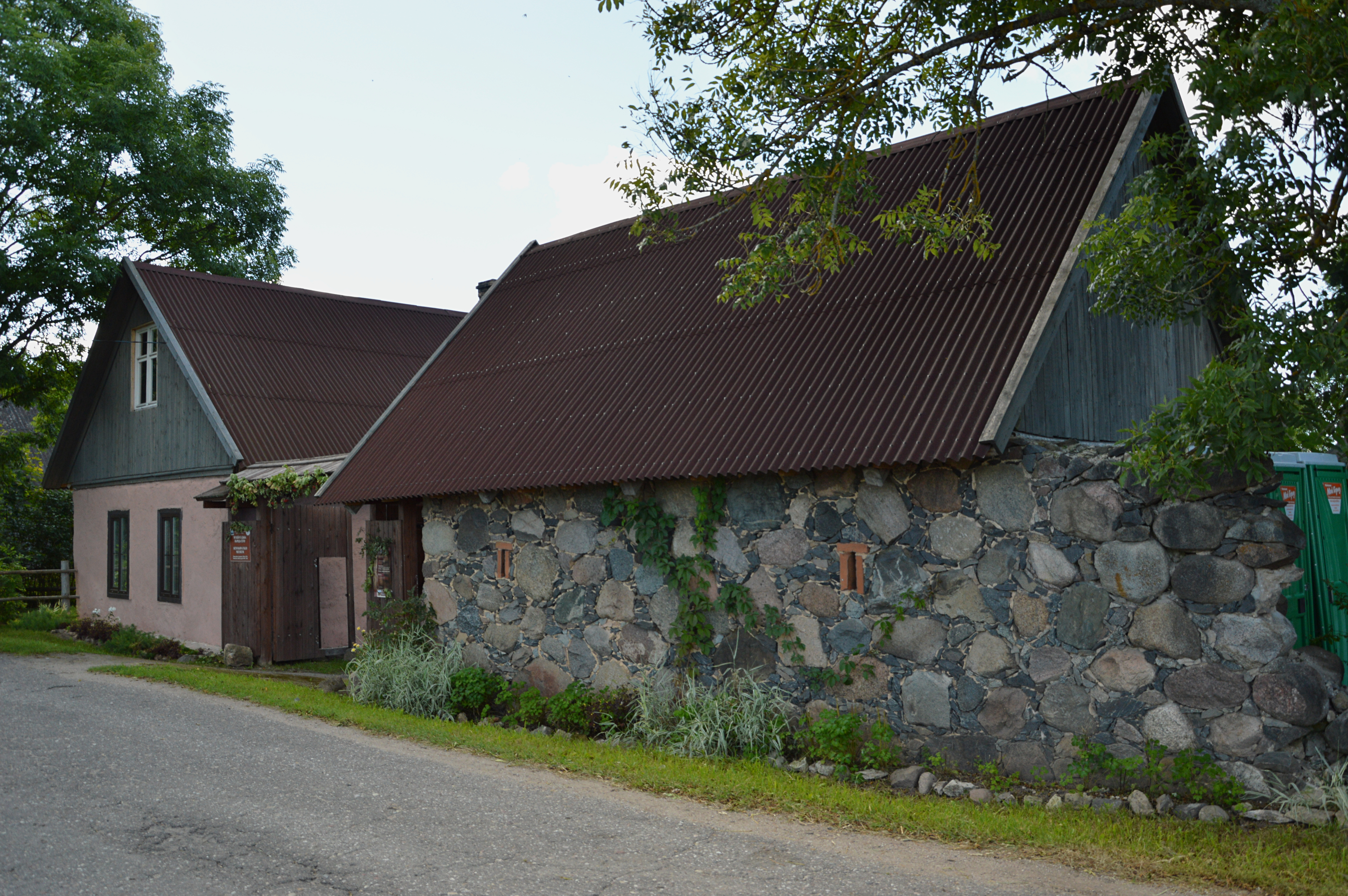
Музей